# Hisayoshi Takeda
Hisayoshi Takeda, (japanska:  武田久吉?, Takeda Hisayoshi), född 2 mars 1883 i Tokyo, död 7 juni 1972, var en japansk botaniker.
Auktorsnamnet Takeda kan användas för Hisayoshi Takeda i samband med ett vetenskapligt namn inom botaniken; se Wikipediaartiklar som länkar till auktorsnamnet.

## Biografi

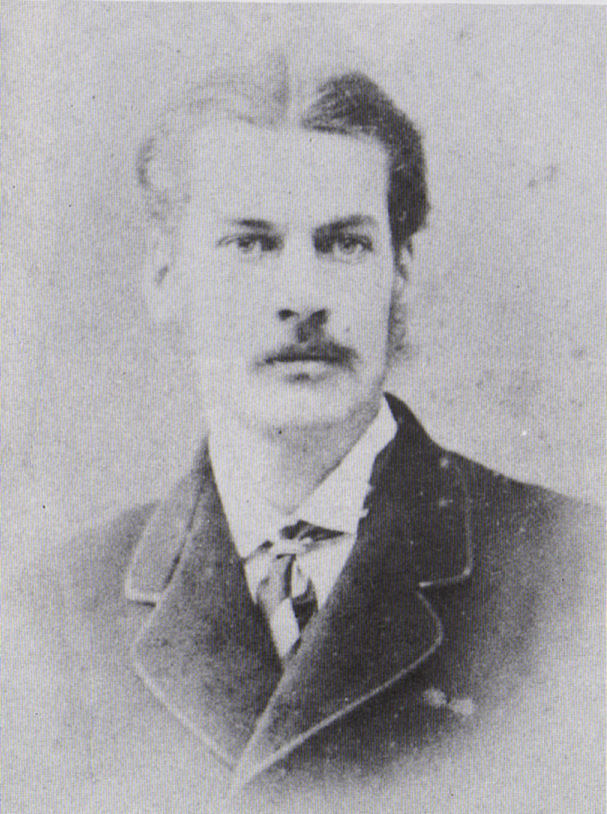
Ernest Mason Satow, 1869

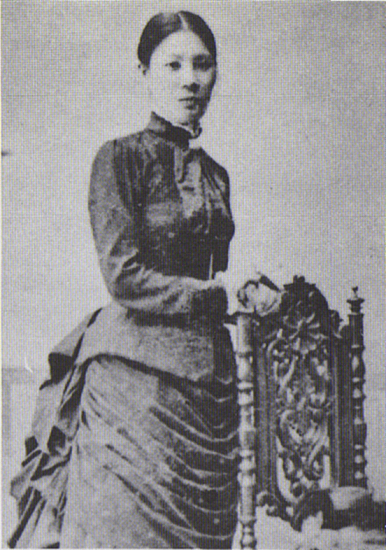
Takeda Kane, 1870

Hisayoshi Takeda var son till den brittiske diplomaten och japankännaren Sir Ernest Mason Satow och dennes sambo Takeda Kane. Efternamnet Takeda har han efter modern. Han hade en äldre bror, Eitaro, född 1880. Takeda var gift och hade två döttrar.
Eftersom hans far var britt vistades Hisayoshi Takeda i unga år periodvis i England.
Han grundade 1903 tillsammans med några vänner Japans alpinska klubb och var en outtröttlig bergbestigare vid insamlande av växter.
1910 - 1916 Studerade han botanik i England, först i Kew, senare i Birmingham och tog 1912 examen vid Engineering Department, King's College London.
Efter återflytt till Japan var han föreläsare ("Instructor") vid Takihotu universitet, Kyushu universitet och det Kings College som är anslutet till Kyoto universitet.
Från 1945 var han rådgivare i jordbrukfrågor vid Natural Resources Bureau (Japan).
1948 - 1951 var han ordförande i Japanese Alpine Club.
Under en tid var han ordförande i Nature Conservation Society of Japan
Han grundade Japanska sällskapet för naturhistoria.
1970 belönades Takeda med Prince Chichibu Memorial Science Prize för sina botaniska arbeten.

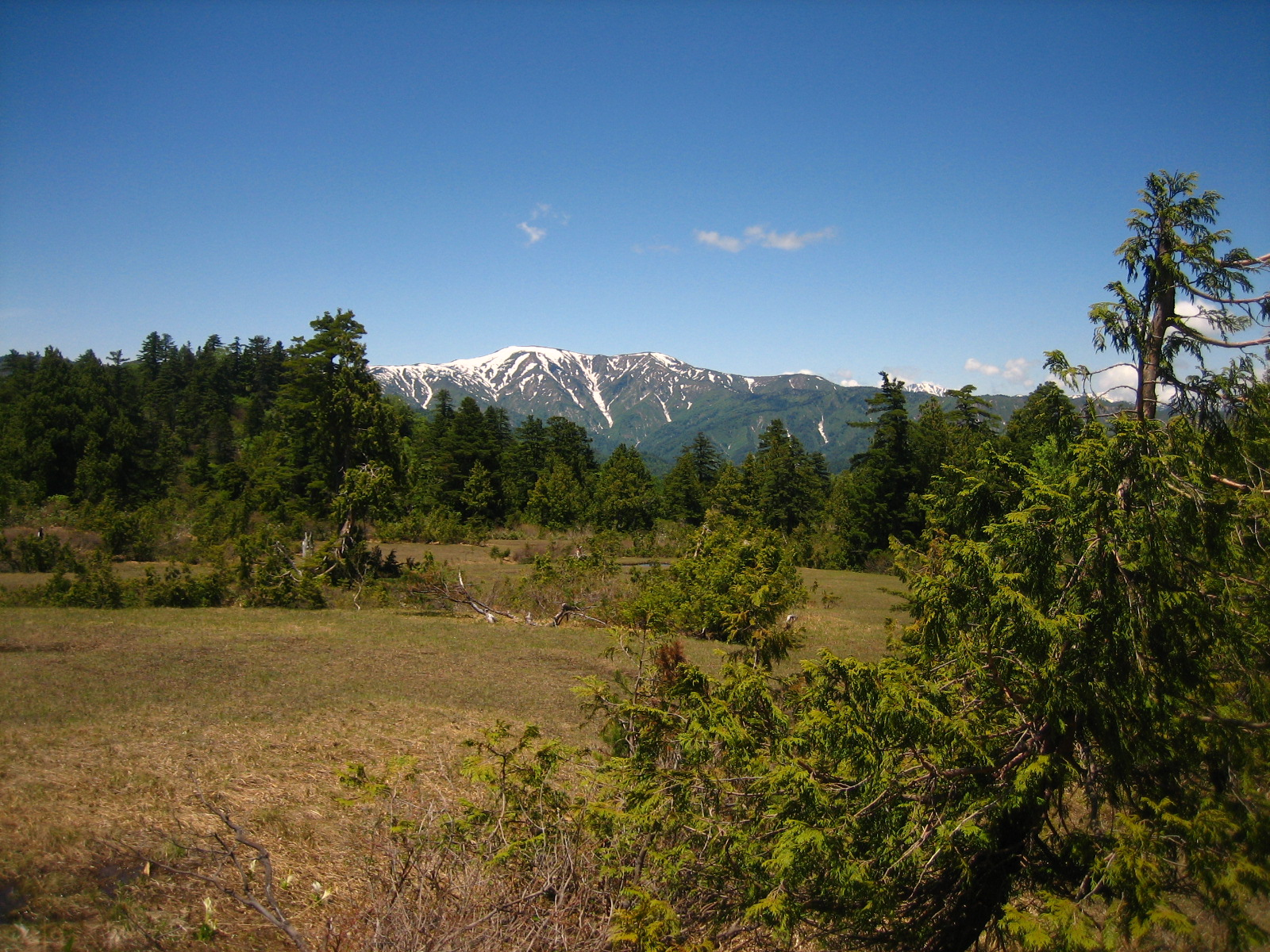
Oze-landskap
Berg i bakgrunden

Han arbetade mycket för ökat skydd av alpina växter, och engagerade sig därvid för förverkligande av nationalparken i Oze. Blev därför kallad Oze:s far. (Förväxla ej med Oze i Frankrike.)
Hans främsta intressen låg inom växtsläktena Pteridophytes, alger och fröväxter.
Enligt IPNI har han beskrivit 198 arter  inom släktena

- Apiaceae
- Asteraceae
- Berbericeae
- Campanulaceae
- Cariophyllaceae
- Celastraceae
- Cupressaceae
- Ericaceae
- Fabaceae
- Gentianaceae
- Hydrangeaceae
- Leguminocae
- Lycopediaceae
- Melantiaceae
- Onagraceae
- Paceoniaceae
- Papoveraceae
- Poaceae
- Polypodiaceae
- Primulaceae
- Ranunculaceae
- Rosaceae
- Saxifragaceae
- Scrophulariaceae
- Selaginellaceae

## Publikationer
- 1930 Oze and Kinunuma
- 1938 Alpine flowers of Japan, descriptions of one hundred select species together with cultural methods. Förlag The Sanseido Co. Ltd. Tokyo. xiii, 31, [1] 11 sidor
- 1938 Climbing and plant
- 1941 Alpine plant
- 1942 Travelers' companion
- 1948 Folklore and the plant
- 1951 Oze
- 1952 Översatt till japanska: Okabe, M. 1940. "Investigation of the medicinal plants found on the Palau islands, their virtues and popular remedies." Bulletin of Tropical Industry, Palau 5 Tokyo
- 1956 Lofty dream
- 1959 Alpine flora of Japan in colour (På japanska) 109 sidor
- 1959 Primary School Children Picture Book on Japanese Alpine plants
- 1964 Continued Primary School Children Picture Book on Japanese Alpine plants
- 1971 Robō no sekibutsu (Folktro med religiösa och kulturella motiv. Förlag  Dai Ichi Hōki Shuppan, Tokyo, 257 sidor
- 1971 Meiji no yamatabi (Japanska) (Växter i bergstrakter). Förlag Sōbunsha, Tokyo, 276 sidor
- 1975 Alpine Flora of Japan in Colours, Vol. II 2. Förlag Japan Hoikuska Publ. Co, 118 sidor + 28 bilder

## Eponymer
- (Asteraceae) Senecio takedanus Kitam., 1933
  - Tephroseris takedana (Kitam.) Holub
- (Campanulaceae) Adenophora takedai Makino, 1906
- (Dipteridaceae) Phymatodes takedai Nakai
- (Gentianaceae) Gentianella takedai (Kitag.) Satake
- (Orchidaceae) Platanthera takedae Makino, 1903
- (Poaceae) Festuca takedana Ohwi, 1935
- (Polypodiaceae) Microsorum takedai (Nakai) H.Ito
  - Polypodium takedai (Nakai) C.Chr.
- (Primulaceae) Primula takedana Tatew.
- (Ranunculaceae) Clematis takedana Makino, 1907
- (Urticaceae) Urtica takedana Ohwi